# Collectivité territoriale unique

Collectivités territoriales uniques

En France, une collectivité territoriale unique (CTU) est une forme de collectivité territoriale à statut particulier au sein de laquelle une seule assemblée exerce sur son territoire toutes les compétences dévolues à la région et au département.
Ce mode d'administration s'applique à Mayotte (depuis 2011), à la Guyane et la Martinique (depuis les élections régionales françaises de 2015), ainsi qu'à la Corse (depuis le 1er janvier 2018).

## Dispositions constitutionnelles et législatives
La création d'une collectivité territoriale unique en métropole est prévue par la Constitution : l'article 72, qui liste les différents types de collectivités territoriales, dispose que la loi peut créer « Toute autre collectivité territoriale […] le cas échéant en lieu et place d'une ou de plusieurs collectivités ».
La collectivité de Corse est ainsi créée par une disposition spécifique du Code général des collectivités territoriales (CGCT). En outre, le CGCT prévoit que « Une région et les départements qui la composent peuvent, par délibérations concordantes de leurs assemblées délibérantes, demander à fusionner en une unique collectivité territoriale exerçant leurs compétences respectives. » La fusion est décidée par une loi spécifique mais le CGCT dispose que la création d'une collectivité unique ne peut avoir lieu sans le consentement des électeurs dans chacun des départements concernés. Cette obligation de référendum est supprimée depuis le 1er janvier 2016. 
La loi détermine également l'organisation particulière de la nouvelle collectivité unique.
Pour l'outre-mer, l'article 73 de la Constitution indique que la création d'une collectivité unique à la place d'un département et d'une région d'outre-mer « ne peut intervenir sans qu'ait été recueilli […] le consentement des électeurs ».

## Liste des collectivités territoriales uniques
Après les élections régionales de décembre 2015, il existe trois collectivités territoriales uniques. Un quatrième territoire, la Corse, accède à ce statut en 2018.
| Collectivité | Création         | Lois | Disposition applicable     | Assemblée délibérante            | Exécutif                           |
| ------------ | ---------------- | --- | -------------------------- | -------------------------------- | ---------------------------------- |
| Mayotte      | 31 mars 2011     | Loi organique no 2010-1486 du 7 décembre 2010 relative au Département de Mayotte Loi no 2010-1487 du 7 décembre 2010 relative au Département de Mayotte                                                                   | Art. 73 de la Constitution | Conseil départemental de Mayotte | Président du conseil départemental |
| Guyane       | 18 décembre 2015 | Loi organique no 2011-883 du 27 juillet 2011 relative aux collectivités régies par l'article 73 de la Constitution Loi no 2011-884 du 27 juillet 2011 relative aux collectivités territoriales de Guyane et de Martinique | Art. 73 de la Constitution | Assemblée de Guyane              | Président de l'assemblée de Guyane |
| Martinique   | 18 décembre 2015 | Loi organique no 2011-883 du 27 juillet 2011 relative aux collectivités régies par l'article 73 de la Constitution Loi no 2011-884 du 27 juillet 2011 relative aux collectivités territoriales de Guyane et de Martinique | Art. 73 de la Constitution | Assemblée de Martinique          | Conseil exécutif de Martinique     |
| Corse        | 1er janvier 2018 | Article 30 de la loi no 2015-991 du 7 août 2015 portant nouvelle organisation territoriale de la République | Art. 72 de la Constitution | Assemblée de Corse               | Conseil exécutif de Corse          |

### Mayotte (depuis 2011)
Depuis le 31 mars 2011, date d'entrée en vigueur de la loi no 2010-1487 du 7 décembre 2010 relative au Département de Mayotte, celui-ci est, en dépit de sa dénomination officielle « Département de Mayotte », une collectivité territoriale unique exerçant, sur son territoire, les compétences d'un département d'outre-mer et celles d'une région d'outre-mer.
Cette collectivité unique a été créée à la suite du processus de transformation de Mayotte de collectivité départementale en département et région d'outre-mer.

### Guyane et Martinique (depuis 2015)
La mise en place de collectivités uniques en Guyane et en Martinique a été prévue par la loi no 2011-884 du 27 juillet 2011 relative aux collectivités territoriales de Guyane et de Martinique pour mars 2014 avant d'être reportée à décembre 2015 au même titre que le renouvellement des conseils régionaux de l'ensemble du territoire.

#### Historique
La loi de décentralisation de 1982 prévoyait que des dispositions d’adaptation à la spécificité de chacune des collectivités d’outre-mer seraient adoptées : à l'époque déjà, l'idée était d'instaurer une assemblée unique pour ces territoires mais le projet est rejeté par le Conseil constitutionnel qui juge que « ces dispositions vont au-delà des mesures d'adaptation que l'article 73 de la Constitution autorise en ce qui concerne l'organisation des départements d'outre-mer ». La Guadeloupe, la Martinique, la Guyane et La Réunion prennent alors la forme de régions monodépartementales et les premiers conseils régionaux sont formés à la suite des élections du 24 février 1983.
Toutefois, les enchevêtrements de compétences entre le conseil régional et le conseil général peuvent conduire à des blocages dans la mise en place des politiques publiques dans ces régions-départements, particulièrement lorsque les tendances politiques des deux collectivités sont opposées, et poussent ainsi à une refonte de l'organisation institutionnelle.
La révision constitutionnelle du 28 mars 2003 permet la consultation des électeurs d’une collectivité territoriale d’outre-mer sur l'évolution de son organisation, de ses compétences ou de son régime législatif. Des référendums sont ainsi organisés le 7 décembre 2003 en Martinique et en Guadeloupe : les électeurs sont invités à se prononcer sur la création d'une collectivité territoriale unique régie par l'article 73 de la Constitution et se substituant aux conseils régionaux et généraux (la Guyane n'est pas consultée en raison de l'absence de consensus entre les élus locaux sur le contenu de l'évolution statutaire). Ces projets sont rejetés à 72,98 % en Guadeloupe et à 50,48 % en Martinique.
Le 10 janvier 2010, un nouveau référendum est organisé en Martinique et en Guyane sur la création d'une collectivité unique mais qui serait cette fois régie par l'article 74 de la Constitution, qui traite aux collectivités d'outre-mer et donc les territoires concernés passeraient à ce statut (la Guadeloupe et La Réunion ne sont pas consultées sur ces questions). Ce projet est une nouvelle fois rejeté, à 70,2 % en Guyane et 79,3 % en Martinique,,.
Un troisième référendum est organisé dès le 24 janvier 2010 où la question d'une collectivité unique régie par l'article 73 est cette fois approuvée avec 68,30 % en Martinique et 57,48 % en Guyane,. Les lois mettant en place cette nouvelle organisation institutionnelle sont adoptées en juillet 2011.

#### Organisation institutionnelle
Le 1er janvier 2016, le département et la région de la Guyane, d'une part, et le département et la région de la Martinique, d'autre part, fusionnent en deux nouvelles collectivités : la collectivité territoriale de Guyane et la collectivité territoriale de Martinique.
Chaque collectivité est dotée d'une assemblée délibérante, dénommée respectivement assemblée de Guyane (51 membres ; qui remplace le conseil régional et le conseil général de la Guyane) et assemblée de Martinique (51 membres ; qui remplace le conseil régional et le conseil général de la Martinique). Celles-ci sont élues dans le cadre d'une circonscription électorale unique divisée en sections au moyen du scrutin proportionnel de liste à deux tours a été retenu, avec un seuil de maintien au second tour de 5 % des suffrages exprimés et une prime majoritaire, de manière similaire aux élections régionales.
La structure de l'exécutif est différente pour les deux collectivités ,, :
- l'exécutif de la Guyane est formé par le président de l'assemblée de Guyane assisté de vice-présidents, de manière similaire aux régions[A 7],[B 3] ;
- l'exécutif de la Martinique est formé d'un conseil exécutif composé d'un président et de conseillers exécutifs, ces fonctions étant incompatibles avec celles de membre de l'assemblée de Martinique selon une organisation similaire à celle de la collectivité territoriale de Corse[A 7],[B 4].

Chacune des collectivités uniques est dotée d'un conseil économique, social et environnemental.
La Guyane et la Martinique continuent de bénéficier du statut de régions ultrapériphériques (RUP) de l'Union européenne.

### Corse (depuis 2018)
Le 6 juillet 2003, les électeurs de Corse ont rejeté les orientations annexées à la loi no 2003-486 du 10 juin 2003 qui prévoyaient notamment la substitution d'une collectivité territoriale unique à l'actuelle collectivité territoriale de Corse et aux deux départements de la Haute-Corse et de la Corse-du-Sud.
Toutefois, le 12 décembre 2014, l'Assemblée de Corse adopte par 42 voix sur 51 une nouvelle proposition de création d'une collectivité territoriale unique devant fusionner la collectivité territoriale de Corse et les conseils départementaux de Haute-Corse et de Corse-du-Sud. Cette proposition reçoit le soutien du gouvernement. Une disposition en ce sens est intégrée dans la loi du 7 août 2015 portant nouvelle organisation territoriale de la République, mais sans prévoir l'organisation d'un référendum, ce que contestent certains élus corses,,,,,.

## Projets rejetés
Outre des projets tendant à créer une collectivité d'outre-mer, quatre projets de collectivités territoriales uniques ont été rejetés par les électeurs.
| Collectivité | Référendum      | Résultats                     | Projet rejeté | Disposition applicable     |
| ------------ | --------------- | ----------------------------- | --- | -------------------------- |
| Corse        | 6 juillet 2003  | Non : 51,00 %                 | Remplacement de la Collectivité territoriale de Corse et des conseils généraux de Corse-du-Sud et Haute-Corse par une collectivité unique dotée d'une assemblée de Corse et d'un conseil exécutif ainsi que de deux conseils territoriaux sans personnalité juridique. | Art. 72 de la Constitution |
| Guadeloupe   | 7 décembre 2003 | Non : 72,98 %                 | Remplacement du conseil régional de la Guadeloupe et du conseil général de la Guadeloupe par une collectivité territoriale unique régie par l'article 73 de la Constitution.                                                                                           | Art. 73 de la Constitution |
| Martinique   | 7 décembre 2003 | Non : 50,48 %                 | Remplacement du conseil régional de la Martinique et du conseil général de la Martinique par une collectivité territoriale unique régie par l'article 73 de la Constitution.                                                                                           | Art. 73 de la Constitution |
| Alsace       | 7 avril 2013    | Rejet malgré un oui à 55,81 % | Remplacement du conseil régional d'Alsace et des conseils généraux du Bas-Rhin et du Haut-Rhin par une collectivité unique dotée d'une assemblée d'Alsace et d'un conseil exécutif ainsi que de deux conférences départementales sans personnalité juridique.          | Art. L4124-1 du CGCT       |

### Guadeloupe (2003 et 2010)
Le 7 décembre 2003, les électeurs de Guadeloupe rejetent à 73 %, le projet de création d'une collectivité unique se substituant au département et à la région qui coexistent sur le même territoire. Le même jour, les électeurs de Saint-Barthélemy et de Saint-Martin votent en faveur de l'autonomie de leurs communes, devenues par la loi organique du 21 février 2007 deux Collectivités d'outre-mer (COM) distinctes des autres dépendances et de la Guadeloupe.
En avril 2009, Nicolas Sarkozy ouvre les états généraux et propose un projet d'évolution statutaire à caractère autonome (art. 74 de la constitution) et un projet d'évolution institutionnel (simplification administrative) relevant de l'assimilation législative (art. 73 de la constitution) soumis à consultation référendaire, à l'instar de la Martinique et la Guyane. Les populations de ces dernières se sont prononcées en deux référendums en janvier 2010, rejetant l'autonomie en faveur la simplification administrative (fusion des assemblées départementale et régionale).
À la demande du président de région, Victorin Lurel, la Guadeloupe décide un report de dix-huit mois des consultations populaires, vu la proximité des scrutins régionaux et la pluralité des évolutions statutaires sollicitées par elle-même et par ses dernières dépendances. Ce délai supplémentaire accordé par le chef de l'État, devait permettre la finalisation du projet guadeloupéen et celui ou ceux des îles du sud[source insuffisante]. Mais en définitive, la Guadeloupe et ses dépendances s'inscriront dans la réforme nationale des collectivités territoriales.

### Alsace
Le 7 avril 2013, les électeurs d'Alsace rejettent  le projet à la création d'une collectivité territoriale unique — la collectivité territoriale d'Alsace — par fusion de la région Alsace et des deux départements du Bas-Rhin et du Haut-Rhin.
Le 1er janvier 2016, la région Alsace fusionne avec les régions Champagne-Ardenne et Lorraine dans une nouvelle région nommée Grand Est. Ses deux départements sont conservés dans la nouvelle région. 
Un sondage Ifop réalisé en février 2018 révèle que 82 % des personnes interrogées seraient favorables à l'organisation d'un nouveau référendum sur la fusion des deux départements, et 67 % favorables à la sortie de la région Grand Est. Plusieurs personnalités politiques alsaciennes militent pour un retour à l'existence administrative de l'Alsace.
La collectivité européenne d'Alsace est créée le 1er janvier 2021. Cette nouvelle collectivité regroupe les deux départements alsaciens et bénéficie de certaines compétences particulières tout en continuant à faire partie de la région Grand Est.